# Retatrutid
Retatrutid (LY-3437943) ist ein experimenteller Arzneistoff aus der Gruppe der Inkretinmimetika. Er wird zur Behandlung eines Typ-2-Diabetes (T2DM, „Zuckerkrankheit“) und zum Einsatz bei der Gewichtsreduktion übergewichtiger Patienten entwickelt. 
Chemisch handelt es sich um ein aus 39 Aminosäuren bestehendes modifiziertes Peptid.

## Chemisch-physikalische Eigenschaften
Retatrutid ist ein aus 39 Aminosäuren bestehendes, modifiziertes Peptid und ähnelt in seinem Aufbau dem Tirzepatid. Er basiert auf dem Grundgerüst des glucoseabhängigen insulinotropen Peptids (GIP). Das C-terminale Ende ist amidiert. An den Positionen 2 und 20 ist statt einer codierten Aminosäure die Aminoisobuttersäure (Aib) enthalten. In Position 13 befindet sich ein in α-Stellung methyliertes Leucin (αMeL), das die Aktivität am Glucagon- und am GIP-Rezeptor verbessert. Die Position-17-Aminosäure wurde durch Lysin ersetzt, an das über einen Linker eine langkettige Dicarbonsäure verknüpft ist, die dem Wirkstoff eine erhöhte Plasmaproteinbindung und dadurch eine längere Halbwertszeit verleiht.

## Wirkungsmechanismus
Retatrutid ist ein Triple-Agonist, der agonistisch sowohl an den Rezeptoren für Glucagon-like Peptid 1 (GLP1), für Glucagon als auch für das glucoseabhängige insulinotrope Peptid (GIP) bindet. Diese Rezeptoren vermitteln die Wirkung der drei an Sättigung und Energiestoffwechsel beteiligten Hormone GLP-1, Glucagon und GIP. Retatrutid ahmt die Wirkung dieser Hormone nach.

## Forschung
Retatrutid wird von Lilly zur Behandlung eines Typ-2-Diabetes und zum Einsatz im Management der Gewichtsreduktion bei adipösen Patienten entwickelt. 2023 wurden Studienergebnisse aus zwei Phase-2-Studien veröffentlicht.